# Marie-Claire Blais
Marie-Claire Blais (Québec, 5 ottobre 1939 – Key West, 30 novembre 2021) è stata una scrittrice canadese.

## Biografia
Fu educata nella scuola di un convento e all'Université Laval, dove incontrò Jeanne Lapointe e padre Georges Lévesque, che la incoraggiarono a scrivere e, nel 1959, a pubblicare il suo primo romanzo, La bella bestia (La Belle Bête), salutato dalla critica, ma anche criticato per il suo aspetto immorale. Dotato di una violenza e di un linguaggio volgare per l'epoca in Québec, la sua trama lascerà segni indelebili nella mente di molti suoi lettori.
Da allora scrisse oltre venti romanzi, numerose raccolte di poesie e anche articoli di giornale. Molte sue opere sono state tradotte in diverse lingue, tra cui inglese e cinese, e tre sono state adattate per il grande schermo: Une Saison dans la vie d'Emmanuel (da Claude Weisz, 1973), La Belle Bête (da Karim Hussain, 1976) e Le Sourd dans la ville (da Mireille Dansereau, 1987).
Nel 1963, Blais si trasferì negli Stati Uniti d'America, dove si aggiudicò due borse di studio Guggenheim. In Massachusetts conobbe l'artista americana Mary Meigs, con cui sì trasferì a Cape Cod. Nel 1975 la coppia fece ritorno in Québec, pur mantenendo una casa a Key West, in Florida.
Nel 2005 istituì il Prix littéraire Québec-France Marie-Claire-Blais, riservato ad autori esordienti francesi.
Morì nella sua casa di Key West il 30 novembre 2021.

## Opere
- La Belle Bête (1959)
  - La bella bestia, Milano, Bompiani, 1970
- Tête Blanche (1960)
- Le Jour est noir (1962)
- Pays voilés (1963)
- Une Saison dans la vie d'Emmanuel (1965)
  - Una stagione nella vita di Emanuele, Milano, Bompiani, 1966
- L'insoumise (1966)
- Existences (1967)
- Les Manuscrits de Pauline Archange:
  - Manuscrits de Pauline Archange (1968)
  - Vivre! Vivre! (1969)
  - Les Apparences (1970)
- L'exécution (1968)
- Les Voyageurs sacrés (1969)
- Le Loup (1970)
- Un Joualonais, sa Joualonie (1973)
- Fièvre et autres textes dramatiques (1974)
- Une Liaison parisienne (1975)
- Océan suivi de murmures (1977)
- Les Nuits de l'underground (1978)
- Le Sourd dans la ville (1979)
- Visions d'Anna (1982)
- L'ange de la solitude (1989)
- Un jardin dans la tempête (1990)
- Pierre - La Guerre du Printemps 81 (1991)
- L'exilé: nouvelles (1992)
  - L'esiliato e altre novelle, Roma, Sinnos, 2007 ISBN 978-88-76090-94-3.
- Soifs (ciclo di dieci opere):
  - Soifs (1995)
    - La sete, Pordenone, Safarà, 2021 ISBN 978-88-32107-18-0.

  - Dans la foudre et la lumière (2001)
    - Dal fulmine la luce, Pordenone, Safarà, 2022 ISBN 978-88-32107-43-2.

  - Augustino ou le chœur de la destruction (2005)
  - Naissance de Rebecca à l'ère des tourments (2009)
  - Mai au bal des prédateurs (2010)
  - Le Jeune Homme sans avenir (2012)
  - Aux jardins des acacias (2014)
  - Le Festin au crépuscule (2015)
  - Des chants pour Angel (2017)
  - Une réunion près de la mer (2018)
- Petites Cendres ou la capture (2020)
- Un cœur habité de mille voix (2021)

## Riconoscimenti
- Premio di Francia-Canada 1965
- Prix Médicis (1966)
- Athanase-David Prix (1982)
- Premio di Ludger-Duvernay (1988)
- Premio letterario del Governatore Generale (1996)
- Prix d'Italie (1999)
- Premio letterario WO Mitchell Literary Prize (2000)
- Prix Prince-Pierre-de-Monaco (2002)
- Premio Matt Cohen (2006)